# Sielsowiet Zabłoć
Sielsowiet Zabłoć (biał. Забалацкі сельсавет; ros. Заболотский сельсовет) – sielsowiet na Białorusi, w obwodzie grodzieńskim, w rejonie werenowskim, z siedzibą w Zabłoci. Od północy granicy z Republiką Litewską.
Według spisu z 2009 sielsowiet Zabłoć zamieszkiwało 2019 osób, w tym 1724 Polaków (85,39%), 237 Białorusinów (11,74%), 43 Rosjan (2,13%), 6 Ukraińców (0,30%), 5 Litwinów (0,25%), 3 osoby innych narodowości i 1 osoba, która nie podała żadnej narodowości.

## Miejscowości
- agromisteczko:
  - Zabłoć
- wsie:
  - Dworczany
  - Dziatki
  - Gudziniszki
  - Koźlany
  - Kunieje
  - Maluki
  - Migdały
  - Narkuny
  - Oponowce
  - Osipowce
  - Pasieka-Dworczany
  - Pierowce
  - Przewoża
  - Remzy
  - Szłowieńce
  - Szymkowszczyzna
  - Tołoczki
  - Wołejsze